# 迈林克
迈林克是巴西圣保罗州的一个市镇。总面积209.757平方公里，总人口47756人，人口密度227.7人/平方公里。